# EM i ishockey 1989 (kvinder)
Europamesterskabet i ishockey for kvinder 1989 var det første EM i ishockey for kvinder. Mesterskabet blev arrangeret af IIHF, og slutrunden med deltagelse af 8 hold blev afviklet i Düsseldorf og Ratingen, Vesttyskland i perioden 4. – 9. april 1989.
I alt deltog ti hold i mesterskabet. Slutrunden i Vesttyskland havde deltagelse af otte hold:
- Seks hold var direkte kvalificerede: Danmark, Finland, Vesttyskland, Norge, Schweiz og Sverige.
- De sidste to ledige plads gik til Holland og Tjekkoslovakiet, der besejrede henholdsvis Storbritannien og Frankrig i to kvalifikationskampe.

Det første EM-guld nogensinde gik til Finland, som var suveræne i alle holdets fem kampe, som samlet blev vundet med målscoren 72-2. I finalen vandt finnerne 7-1 over Sverige. Bronzemedaljerne blev vundet af værtsnationen Vesttyskland, som besejrede Norge med 2-1 efter forlænget spilletid og straffeslag i bronzekampen.
Holdene spillede endvidere om fem ledige pladser ved det første VM i ishockey for kvinder, og de ovenfor nævnte fire hold fik selskab af holdet der blev nr. 5, Schweiz, som europæiske deltagere ved VM.

## Kvalifikation
I kvalifikationen spillede Frankrig, Holland, Storbritannien og Tjekkoslovakiet om to ledige pladser ved slutrunden i Vesttyskland. De fire hold blev parret i to playoff-opgør, der hver blev afgjort over to kampe.
I det ene opgør spillede Holland og Storbritannien om én ledig plads ved EM-slutrunden i Vesttyskland. De to hold spillede to kampe den 6. og 7. marts 1989 i Chelmsford, og Holland vandt begge kampe med 4-2. Dermed kvalificerede Holland sig til slutrunden.
| Dato | Kamp                     | Res. | Perioder      | Spillested |
| ---- | ------------------------ | ---- | ------------- | ---------- |
| 6.3. | Storbritannien - Holland | 2−4  | 0-0, 1-2, 1-2 | Chelmsford |
| 7.3. | Storbritannien - Holland | 2−4  | 0-3, 1-0, 1-1 | Chelmsford |

I det andet opgør spillede Frankrig og Tjekkoslovakiet om én ledig plads ved EM-slutrunden i Vesttyskland. De to hold spillede to kampe den 18. og 19. marts 1989 i Tjekkoslovakiet. Værterne vandt samlet med 5-2 og kvalificerede sig dermed til slutrunden.
| Dato  | Kamp                       | Res. | Perioder      | Spillested |
| ----- | -------------------------- | ---- | ------------- | ---------- |
| 18.3. | Tjekkoslovakiet - Frankrig | 1−1  | 0-0, 1-1, 0-0 | Plzeň      |
| 19.3. | Tjekkoslovakiet - Frankrig | 4−1  | 1-0, 1-0, 2-1 | Beroun     |

## Slutrunde
De otte hold spillede først en indledende runde i to grupper med fire hold. De to bedste hold fra hver gruppe gik videre til finalerunden om placeringerne 1-4, mens de to lavest placerede hold i hver gruppe fortsatte i placeringsrunden om 5.- til 8.-pladsen.

### Indledende runde
De otte hold spillede i den indledende runde i to grupper med fire hold. De to bedste fra hver gruppe gik videre til semifinalerne, mens de øvrige fire hold gik videre til placeringsrunden.

#### Gruppe A
| Dato | Kamp              | Res. | Perioder      | Spillested |
| ---- | ----------------- | ---- | ------------- | ---------- |
| 4.4. | Sverige - Holland | 12-0 | 3-0, 7-0, 2-0 | Düsseldorf |
| 4.4. | Schweiz - Norge   | 4-4  | 1-0, 2-1, 1-3 | Ratingen   |
| 5.4. | Schweiz - Holland | 17-1 | 6-1, 2-0, 9-0 | Ratingen   |
| 5.4. | Sverige - Norge   | 2-0  | 0-0, 1-0, 1-0 | Düsseldorf |
| 6.4. | Sverige - Schweiz | 10-3 | 5-0, 4-1, 1-2 | Düsseldorf |
| 6.4. | Norge - Holland   | 14-0 | 5-0, 2-0, 7-0 | Ratingen   |

| Hold    | Kampe | Mål     | Point |
| ------- | ----- | ------- | ----- |
| Sverige | 3     | 24-30   | 6     |
| Norge   | 3     | 18-51   | 3     |
| Schweiz | 3     | 24-15   | 3     |
| Holland | 3     | 001-431 | 0     |

#### Gruppe B
| Dato | Kamp                           | Res. | Perioder       | Spillested |
| ---- | ------------------------------ | ---- | -------------- | ---------- |
| 4.4. | Finland - Tjekkoslovakiet      | 34-0 | 12-0,12-0,10-0 | Ratingen   |
| 4.4. | Vesttyskland - Danmark         | 2-0  | 0-0, 0-0, 2-0  | Düsseldorf |
| 5.4. | Danmark - Tjekkoslovakiet      | 6-0  | 2-0, 3-0, 1-0  | Düsseldorf |
| 5.4. | Vesttyskland - Finland         | 0-5  | 0-0, 0-1, 1-4  | Ratingen   |
| 6.4. | Finland - Danmark              | 18-0 | 4-0, 6-0, 8-0  | Ratingen   |
| 6.4. | Vesttyskland - Tjekkoslovakiet | 15-0 | 3-0, 7-0, 5-0  | Düsseldorf |

| Hold            | Kampe | Mål   | Point |
| --------------- | ----- | ----- | ----- |
| Finland         | 3     | 56-00 | 6     |
| Tyskland        | 3     | 17-51 | 4     |
| Danmark         | 3     | 16-19 | 2     |
| Tjekkoslovakiet | 3     | 00-55 | 0     |

### Placeringsrunde
De fire hold, der sluttede på tredje- eller fjerdepladsen i grupperne i den indledende runde, spillede om 5.- til 8.-pladsen.
| Dato               | Kamp                      | Res. | Perioder      | Spillested |
| ------------------ | ------------------------- | ---- | ------------- | ---------- |
| Semifinaler        |                           |      |               |            |
| 8.4.               | Danmark - Holland         | 2−1  | 1-0, 1-1, 0-0 | Ratingen   |
| 8.4.               | Schweiz - Tjekkoslovakiet | 9−3  | 3-3, 3-0, 3-0 | Düsseldorf |
| Kamp om 7.-pladsen |                           |      |               |            |
| 9.4.               | Tjekkoslovakiet - Holland | 7−1  | 3-0, 3-0, 1-1 | Düsseldorf |
| Kamp om 5.-pladsen |                           |      |               |            |
| 9.4.               | Schweiz - Danmark         | 3−1  | 0-0, 1-1, 2-0 | Ratingen   |

| Samlet rangering | Samlet rangering |
| ---------------- | ---------------- |
| 5.               | Schweiz          |
| 6.               | Danmark          |
| 7.               | Tjekkoslovakiet  |
| 8.               | Holland          |

### Finaler
De fire hold, der sluttede på første- eller andenpladsen i grupperne i den indledende runde, spillede i semifinalerne, bronzekampen og finalen om guld-, sølv- og bronzemedaljer.
| Dato        | Kamp                   | Res. | Perioder               | Spillested |
| ----------- | ---------------------- | ---- | ---------------------- | ---------- |
| Semifinaler |                        |      |                        |            |
| 8.4.        | Finland - Norge        | 9−1  | 2-0, 5-1, 2-0          | Düsseldorf |
| 8.4.        | Sverige - Vesttyskland | 4−3  | 2-1, 2-1, 0-1          | Ratingen   |
| Bronzekamp  |                        |      |                        |            |
| 9.4.        | Vesttyskland - Norge   | 2−1  | 0-0, 1-1, 0-0 0-0, 1-0 | Düsseldorf |
| Finale      |                        |      |                        |            |
| 9.4.        | Finland - Sverige      | 7−1  | 4-0, 1-0, 2-1          | Ratingen   |

| Samlet rangering | Samlet rangering |
| ---------------- | ---------------- |
| Guld             | Finland          |
| Sølv             | Sverige          |
| Bronze           | Vesttyskland     |
| 4.               | Norge            |

### Medaljevindere
Tekst mangler, hjælp os med at skrive teksten

### Samlet rangering
| EM 1989 | EM 1989         | Kommentar                |
| ------- | --------------- | ------------------------ |
| Guld    | Finland         | Kvalificeret til VM 1990 |
| Sølv    | Sverige         | Kvalificeret til VM 1990 |
| Bronze  | Vesttyskland    | Kvalificeret til VM 1990 |
| 4.      | Norge           | Kvalificeret til VM 1990 |
| 5.      | Schweiz         | Kvalificeret til VM 1990 |
| 6.      | Danmark         |                          |
| 7.      | Tjekkoslovakiet |                          |
| 8.      | Holland         |                          |